# الإقبال
الإقبال  هي صحيفة بيروتية عُثمانيَّة ثُمَّ لُبنانيَّة صدرت باللغة العربية. أسسها الشيخ عبد الباسط الأنسي في بيروت عام 1902 ميلاديًا.
يذكر عنها كتاب «نثر الجواهر والدرر في علماء القرن الرابع عشر» بأنها «كانت اللسان العربي والإسلامي الصادق الذي دافع عن الحق، وجابه الفرنسيين والإنكليز أيام العثمانيين في ديار العرب والإسلام، كما جابههم في سوريا ولبنان وفلسطين زمن الانتدابَيْن الفرنسي والبريطاني»، وكان عبد الباسط قد استعان بالشيخ محيي الدين الخياط، والذي كان قد شغل رئيس تحرير صحيفة الإقبال مدةً طويلة، كما استعان بشخصياتٍ منهم: محمد الجسر (قبل أن يُصبح رئيسًا لمجلس النواب اللبناني) وميشال زكور (قبل أن يُصبح وزيرًا). توقفت الإقبال عن الصدور عام 1934 ميلاديًا لأسبابٍ مالية وسياسية.